# Agroecologia escolar
L'agroecologia escolar és una transposició didàctica (una reconstrucció escolar) de l'agroecologia, i d'aquesta pren algunes característiques com el fet de ser pluriepistemològica. La versió escolar s'ha considerat, en la tesi doctoral de Llerena i Espinet (2015), una transdisciplina pluriepistemològica i sistèmica que promou una praxi que cerca la participació de l'alumnat i resta de personal de la comunitat escolar en el sistema alimentari escolar. Amb aquesta participació es pretén transformar aquest sistema alimentari escolar (amb criteris ambientals, socials, de proximitat, etc.) amb l'objectiu d'aprendre.
- Transdisciplina. L'agroecologia escolar té moltes dimensions (tal com l'agroecologia segons Sevilla Guzmán i Soler), Llerena i Espinet consideren les dimensions científica, tecnològica i social.[1][2]
- Pluriepistemològica. Els mateixos autors consideren que, igual que l'agroecologia, són diverses les epistemologies que informen l'agroecologia escolar: la ciència, les veus tradicionals (indígenes, neo-indígenes o populars) i la veu del moviment social.[1][2]
- Sistèmica. També es considera que el sistema alimentari escolar és el seu espai d'acció i els àmbits de treball el productiu (amb l'espai privilegiat de l'hort escolar ecològic), el de transformació de l'aliment (amb la cuina com a espai privilegiat) i el del consum (amb el menjador escolar ecològic com a espai privilegiat).[1][2]

La finalitat de l'agroecologia escolar pot entendre's com la recuperació de la població (escolar i comunitària) de la seva participació en el sistema escolar, que ha estat i està sent profundament modificat per la Revolució Verda,de manera que hom pugui decidir sobre la seva alimentació a partir de criteris socials, ambientals i polítics, més enllà d'interessos del sector alimentari.
Aquesta proposta educativa pertany a l'univers de l'educació ambiental, així com al de l'educació pel desenvolupament, especialment de l'acció educativa que té per objectiu promoure la sobirania alimentària. L'interès de desenvolupar aquesta proposta és el d'impulsar i renovar l'educació ambiental a partir d'un referent crític, l'agroecologia, com proposa l'escenari socio-crític de l'educació ambiental que plantegen Mogensen i Mayer o els corrents crítics recollits per Sauvé. El sistema alimentari escolar és un àmbit de gestió escolar que l'agroecologia escolar proposa considerar-lo una oportunitat per aprendre transformant. Es tracta també d'una proposta de col·laboració entre l'escola i la comunitat, de manera que es promogui el desenvolupament escolar i comunitari en el que participin actors com ara alumnat, professorat, famílies, pagesia, personal de cuina i menjador, institucions, etc.
Es tracta d'un camp de recerca educativa en el que Rekondo i Espinet plantegen un desenvolupament de la competència ecociutadana. Ho fan a través d'una innovació educativa sobre la presa de decisions de l'alumnat a l'hort, a propòsit del sistema de reg.